# Manfred A. Schmid
Manfred Arnold Schmid (* 24. März 1911 in Freiburg im Breisgau; † 27. Juli 2009 ebenda) war ein deutscher Maler und Restaurator.

## Leben
Manfred A. Schmid war eines von vier Kindern des Schulrektors Eugen Schmid (1877–1965) und dessen Frau Antonie Arnold Schmid (1886–1975). Der älteste Bruder Hans, (1909–1970) war Ingenieur, lebte und arbeitete in Essen, sein Zwillingsbruder Bruder Karl Eugen wurde Internist, seine Schwester Elisabeth Friedeburg (1912–1994) wurde als Prähistorikerin, Geologin und Paläontologin bekannt.
Nach Besuch des Realgymnasiums absolvierte er eine Lehre als Dekorationsmaler. 1929 folgte das Studium an der Badischen Landeskunstschule in Karlsruhe. Manfred Schmid besuchte die Malklasse bei Georg Scholz, die Radierklasse bei Walter Conz und war von 1932 bis 1933 Meisterschüler mit eigenem Atelier bei Hermann Goebel. Nach Diffamierung einiger Lehrer und Künstler und Entlassung von Georg Scholz meldete er sich als Meisterschüler ab. Ab 1933 war er für zwei Jahre an der Kunstakademie München, Malklasse Julius Hess. In diesem Rahmen fertigte er in der Alten Pinakothek Rubens-Studien an. Unmittelbar vor Antritt seines Kriegsdienstes erwarb er noch den Meisterbrief (4. März 1940). Der Zweite Weltkrieg führte ihn nach Frankreich, Jugoslawien und Russland, wo er im Kessel von Stalingrad verwundet wurde. Seine Kriegserlebnisse verarbeitete er in vielen Skizzen. Anschließend war er als freischaffender Maler und Kirchenrestaurator in Freiburg-Zähringen tätig. Von 1960 bis 1969 war er Vorsitzender des Fachverbandes der Bildenden Künste Südbaden im Wechsel mit Bildhauer Walter Schelenz. Bis 2001 führte er Auftragsarbeiten durch.
Schüler waren u. a. Erich Gantzert-Castrillo (* 1940) sowie der in Garmisch-Partenkirchen lebende und wirkende Restaurator Gerd Ester. und Peter Waldeis, von 1982 bis 2002  Chefrestaurator am Städel-Museum in Frankfurt. (aus Der Zeit Nr. 53/1987, "Der Streit um die Patina, Ver(schlimm)Besserungen")
Schmid war verheiratet mit Margot Schedlbauer. Er hatte zwei Töchter, Eva (1950) und Dorothee (1951).

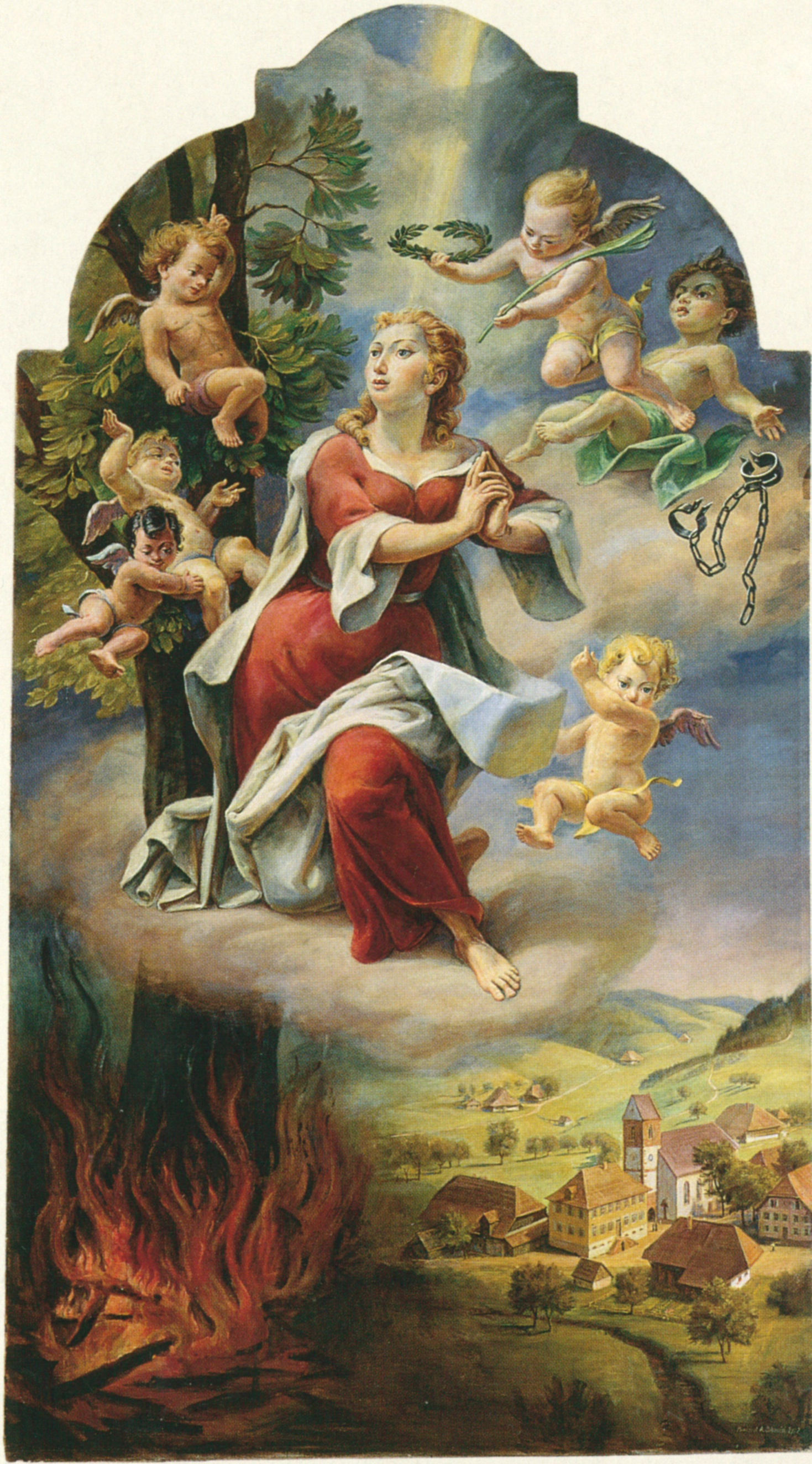
Afra als Beschützerin Mühlenbachs (1982),
St. Afra, Mühlenbach

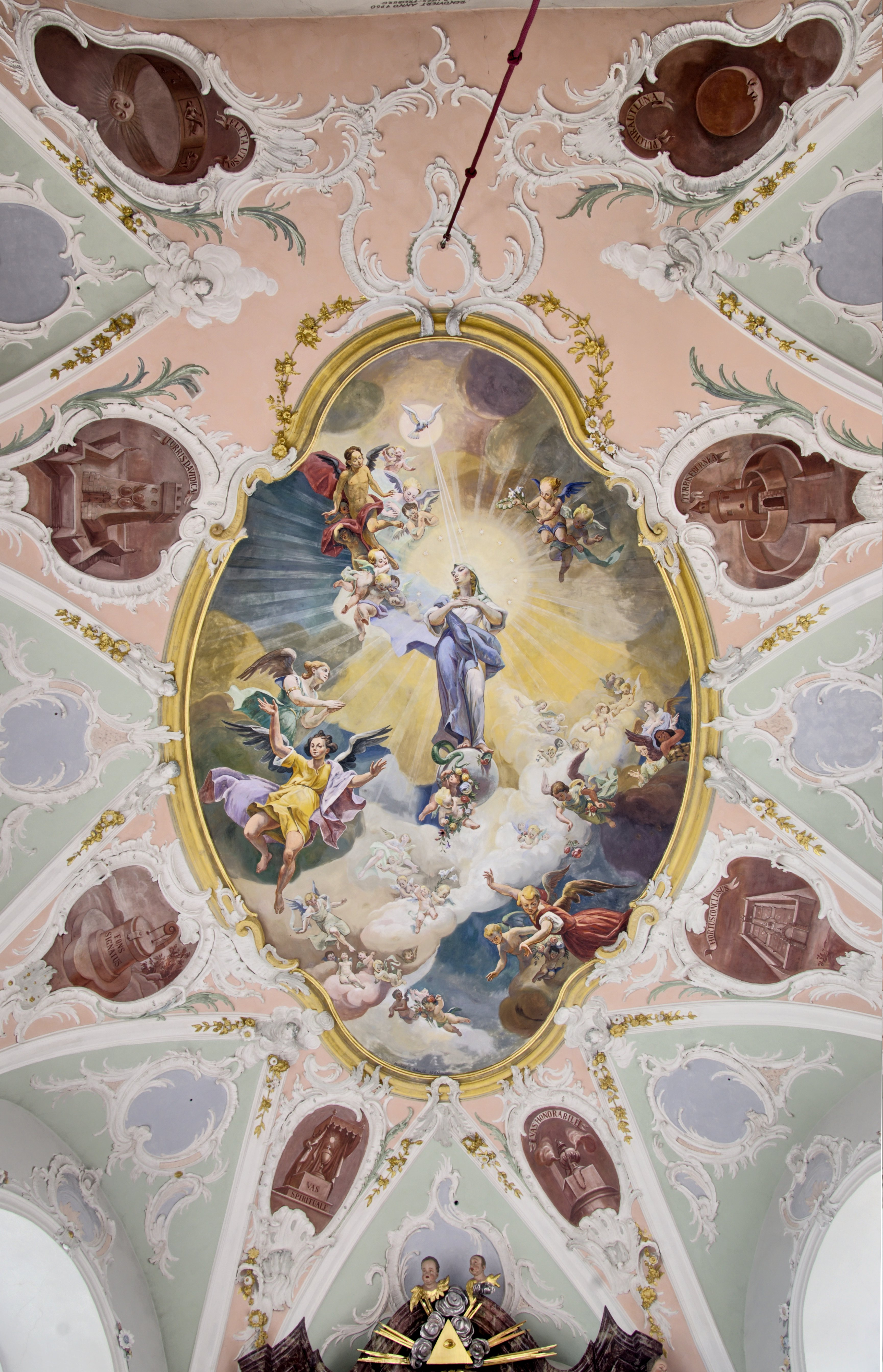
Maria immaculata (1960),
Deckenbild im Chor von St. Mariä Himmelfahrt, Ehrenkirchen-Kirchhofen

## Werke (Auswahl)

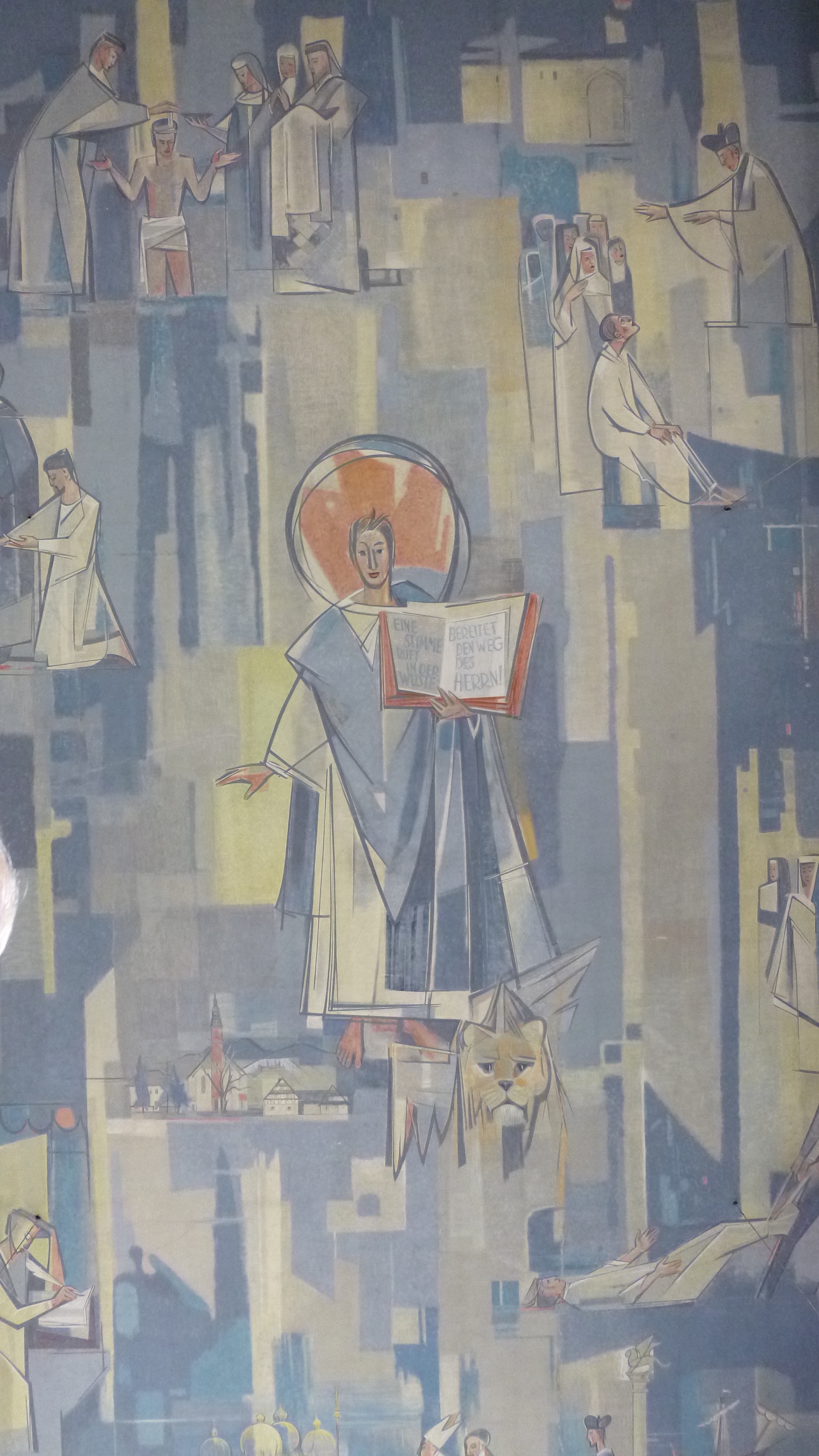
Deckengemälde im Hauptschiff von St. Markus, Elgersweier (1962)

Manfred Schmids erster Auftrag nach dem Krieg war die Wandgestaltung (Sgraffito) am Sporthaus Bohny in Freiburg i. Brg. Zu seinen neuzeitlichen Arbeiten gehörten u. a. auch das Sgraffito neben dem Eingang in die Winzergenossenschaft Wolfenweiler, der Entwurf für das Glasschliff-Fenster zwischen der Einsegnungshalle und der Leichenhalle des Freiburger Hauptfriedhofs, sowie die  Deckenmalerei (Fresken von 1962) in der Pfarrkirche St. Markus in Elgersweier bei Offenburg.

### Restaurierungen (Auswahl)
Schmids erster Großauftrag war 1936 die Innengestaltung von St. Urban in Freiburg-Herdern, die er zusammen mit seinem Lehrer, dem Maler Georg Scholz durchführte.  Manfred A. Schmid schuf 1947 die Fresken der Klosterkirche St. Felix in Neustadt an der Waldnaab und das Deckengemälde der Bildkapelle Maria vom Troste in Neustadt an der Waldnaab. Er gestaltete 1960 das neue Hauptbild der Chordecke der Kirche St. Mariä Himmelfahrt in Ehrenkirchen-Kirchhofen, eine Maria immaculata, nachdem das Vorgängerbild irreparabel geschädigt war. 1963 ersetzten seine Deckengemälde (Auferstehung Jesu Christi, ein Pfingstwunder und ein Allerheiligenbild) in der Kirche St. Nikolaus in Waldau die vorherigen Gemälde von Josef Kaltenbach (1869–1912). Für das große Altarbild von St. Afra in Mühlenbach malte er 1982 Afra als Beschützerin Mühlenbachs.

### Buchillustrationen
- Johannes Kaiser (Autor): Kuhmilch und Kaugummi. Geschichten einer Schwarzwälder Kindheit. Waldkircher Verlags-Gesellschaft, Waldkirch 1998, ISBN 3-87885-324-6
- Emil Gött (Autor); Wendelin Duda (Hrsg.): Die Wallfahrt. Heitere und besinnliche Geschichten aus Baden. Freiburger-Echo-Verlag, Freiburg i. Br. 2004, ISBN 3-86028-867-9

### Schriften
- als Manfred Schmid: Erinnerungen an Georg Scholz. In: Hans-Dieter Mück: Georg Scholz 1890–1945. Malerei, Zeichnung, Druckgraphik. H. Matthaes, 1991, S. 15ff.

## Ausstellungen
Sein Aquarell Zerstörungen in Kiew war 1942 in der Großen Deutschen Kunstausstellung ausgestellt.
Folgende Einzelausstellungen mit seinen Werken wurden durchgeführt:
- 17. Februar – 3. März 1991: Bilder von Manfred Schmid im Georg Scholz Haus, Georg Scholz Haus, Waldkirch[10]
- 25. März – 22. April 2001: Bilder aus Kriegstagen von Manfred A. Schmid: Katalog zur Ausstellung/Georg Scholz Haus, Galerie der Stadt Waldkirch, Katalog: Evelyn Flögel; Identifikation/sonstige Nummern: 092166598 (PPN)
- 24. März – 17. April 2006: Manfred A. Schmid, Sonderausstellung, Augustinermuseum, Freiburg[11]
- 2. Juni 2019 – 3. November 2019: Schwarzwaldimpressionen von Manfred A. Schmid im Schwarzwälder Skimuseum Hinterzarten